# Alejo Petróvich Románov
Alejo Petróvich Románov (Moscú, 28 de febrero de 1690 - 7 de julio de 1718), hijo primogénito del zar Pedro I de Rusia y de su primera mujer Eudoxia Lopujiná, fue zarévich del Imperio ruso hasta su ejecución.
Su nombre, en letra cirílica, se escribe Алексéй Петрóвич Рома́нов.
Criado para suceder a su padre en el trono ruso. Manipulado por sus tutores, y con una tormentosa relación con su progenitor, el zarévich se convirtió en un instrumento de los opositores a las políticas de su padre. No deseando sucederle, se refugió bajo la protección del emperador Carlos VI del Sacro Imperio Romano Germánico, hasta que, presionado por su padre, regresó a su patria bajo falsas promesas de clemencia. Juzgado por un tribunal, fue condenado por traición y conspiración contra el zar, siendo ejecutado mediante latigazos.

## Antecedentes históricos
El zarévich Alejo fue el único hijo superviviente del zar Pedro I el Grande con su esposa Eudoxia Lopujiná. En el momento de su nacimiento, Rusia se hallaba inmersa en un complejo proceso de transición dirigida por el zar Pedro, el cual pretendía transformar la cerrazón cultural y religiosa que imperaba en Rusia mediante un proceso de «occidentalización» que no era bien recibido por todos los sectores de las élites, especialmente por aquellos más conservadores y reaccionarios (véase el clero o la nobleza boyarda). Pedro quería transformar a la anquilosada y reaccionaria aristocracia rusa al modelo occidental: ordenó el rapado de las barbas, suprimió los beneficios de carácter feudal que imperaban a la hora de acceder a los puestos del estado, agasajó a los nobles más fieles a su persona, introdujo las titulaciones nobiliarias típicas de Occidente y fundó una nueva capital, San Petersburgo, destinada a servir de escaparate a su «nueva Rusia»: más cerca de Occidente, con salida al mar y donde el poder sería ejercido por Pedro y los leales a su persona.
Pedro, hombre implacable y de talante decidido, parecía temeroso ante el hecho de tener un heredero débil que fuera incapaz de preservar su legado y continuar con las reformas que él consideraba necesarias para modernizar Rusia. Ante esta situación, el zarévich Alejo creció en un ambiente dicotómico: por un lado debía estar a la altura de las demandas de su padre, el zar, y por otro fue educado por los personajes más reaccionarios de la corte, que personificaron en Alejo y en su madre la oposición a las políticas de Pedro, inculcándole el desprecio hacia su padre.

## Biografía

### Primeros años

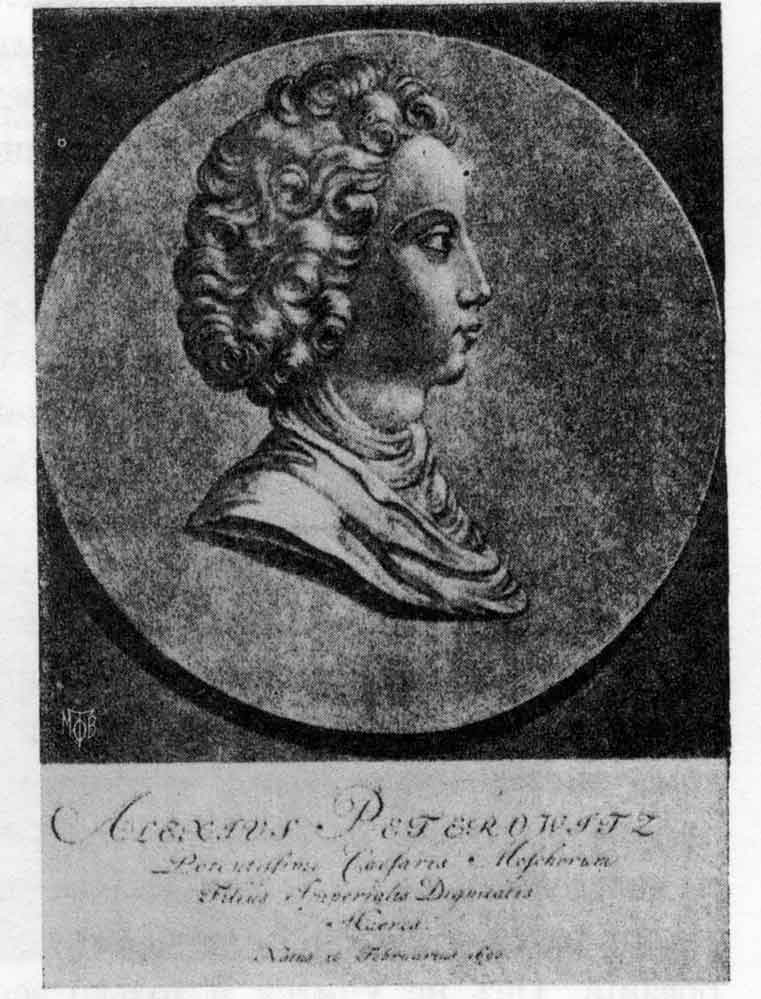
El zarévich Alejo durante su juventud

El zarévich nació en el pueblo Preobrazhénskoie, a las afueras de Moscú, el 28 de febrero de 1690. Fue bautizado el 5 de marzo por el patriarca Joaquín de Moscú. Su nombre le fue dado en honor a su abuelo, el zar Alejo I de Rusia.
En sus primeros años quedó bajo el cuidado de su abuela, la zarina viuda Natalia Narýshkina. Posteriormente permaneció bajo la tutela de Nikífor Vyázemski, entre los 6 y los 9 años de edad.
En 1698, su padre decidió encerrar a su madre Eudoxia en un monasterio, pues sospechaba que había participado en la revuelta de los streltsí; la emperatriz era una conocida militante de la secta de los viejos creyentes, fanáticos religiosos que se oponían a las medidas reformistas de corte occidental del zar Pedro. El zar la trasladó al Kremlin de Súzdal, donde pudo llevar una vida normal gracias a la intercesión de la abadesa. Por todo esto, el zarévich y Eudoxia se convirtieron en el símbolo de los opositores al gobierno de Pedro.
El zarévich fue educado en alemán, francés, historia y filología. En 1699, su padre quiso enviarlo a Dresde para instruirlo en el arte de la guerra; uno de sus tutores quiso enviarlo en 1702 a la Universidad de Leipzig, pero sus conflictos con los demás tutores le hicieron ser despedido y que los planes se truncaran. Durante esos años, Alejo se rodeó de tutores y personas que le inculcaron fuertes valores religiosos y que despreciaban la política «occidentalista» de su padre.

### Carrera militar
Su padre, deseoso de que su hijo siguiera una carrera militar, le envió a servir el año 1702 como soldado raso en un regimiento de artillería. Por aquel entonces, Rusia estaba sumida en la Gran Guerra del Norte, y el zarévich participó en el asalto ruso sobre la ciudad de Narva o en la construcción de fortificaciones en Moscú. Sin embargo, el joven zarévich no gustaba de la vida militar; sus preceptores destacaban su brillantez, pero en otros campos, como la arqueología o la eclesiología, sus principales inclinaciones. Pedro, que deseaba que su hijo tuviera un papel clave en la consecución de Rusia como potencia europea, le exigió un trabajo incesante.
Lo cierto es que las relaciones entre el zar y Alejo no eran las mejores posibles. El zarévich seguía molesto con la figura del zar, sobre todo debido al odio que sus reaccionarios preceptores le habían inculcado. Tampoco ocultaba su desagrado por el trato que Pedro le había dado a su madre, ni por haber delegado su educación en terceros y haberse mantenido lejos de él. Por su parte, el zar consideraba que a su hijo le faltaba el carácter y el temple adecuados para continuar su legado.
En 1712, cuando Alejo ya había contraído matrimonio, fue enviado a la ciudad de Toruń por orden de su padre para supervisar la disposición de las tropas rusas en Polonia. Alejo se mantuvo en constante movimiento durante los siguientes meses, marchando posteriormente a Pomerania y después a Finlandia.

### Matrimonio
En 1708, Alejo fue enviado a Dresde, donde completó su formación en francés, alemán, matemáticas y poliorcética. Una vez completada su educación, contrajo matrimonio con Carlota Cristina de Brunswick-Wolfenbüttel, cuya familia estaba emparentada con algunas de las casas más importantes de Europa. Ambos se conocieron y trabaron buena relación, si bien el zarévich podría haber renunciado al compromiso, más no quería desairar a su padre y contradecir sus deseos. Esto quedó plasmado en una carta que Pedro le envió en agosto de 1710: «¿Por qué no has escrito para decirme qué pensabas de ella?»
La boda se celebró en la ciudad de Torgau, en Sajonia, con gran pompa. Uno de los términos del contrato matrimonial estipulaba que los hijos concebidos serían educados en la fe ortodoxa, si bien la esposa podría conservar su religión protestante; esta cláusula no fue bien recibida por los más rusófilos consejeros del zarévich.
Los primeros seis meses de matrimonio fueron exitosos para la pareja, pero rápidamente el zarévich perdió el interés en ella. Alejo bebía abundantemente, y despreciaba a su esposa, a la cual ignoraba en público, incluidas las ceremonias y celebraciones. Los cónyuges tampoco dormían en la misma habitación. Tuvieron dos hijos:
- Natalia (12 de julio de 1714 - 22 de noviembre de 1728): Gran Duquesa de Rusia. Murió joven, sin descendencia.

- Pedro (12 de octubre de 1715 - 18 de enero de 1730): futuro zar Pedro II de Rusia (entre 1727 y 1730). Murió joven, sin descendencia.

En 1714, el zarévich abiertamente mostró su distanciamiento de su esposa trayendo a la corte a su amante, Afrosinia Fiódorova, una mujer de origen finés que había conocido durante su estancia allí. Surgieron rumores sobre que sus consejeros conservadores le instaron no estar con una mujer no ortodoxa, siendo el auténtico motivo por el que Alejo rechazó a su esposa y se buscó una amante que profesara la fe ortodoxa. Alejo instaló a su amante en la residencia junto a su esposa, haciendo auténtica vida en común.

### Autoexilio
Poco después de su retorno de Finlandia, Alejo fue enviado por Pedro a Stáraya y al lago Ladoga para supervisar la construcción de las naves de la flota rusa. Esta fue la última comisión que su padre le confió, quien se lamentaba continuamente de la poca diligencia y entusiasmo que su hijo dedicaba a las tareas del estado.
El 11 de octubre de 1715, Carlota muere poco después de dar a luz al segundo hijo del zarévich Pedro. El día de los funerales Pedro I le envió una carta a su hijo instándolo a que se hiciera cargo de una vez por todas de las tareas de Estado so pena de quitarle sus privilegios a la corona. Podría decirse que el zarévich se sintió aliviado con la oferta, y escribió al zar una carta en que le pedía que pasara sus derechos directamente a su hijo, pidiéndole permiso para vivir alejado de los problemas de la corte; el zar se mostró de acuerdo, pero exigiendo que Alejo se dedicara a la vida monacal.
En 1716, Pedro instó a Alejo a unirse con él y sus ejércitos sin demora, so pena de serle retirado el título de zarévich. En un principio, Alejo anunció que se uniría a su padre, marcharía a Riga y enviaría a su amante Afrosinia a casa; Aleksandr Danílovich Ménshikov, cercano colaborador el zar, apoyó esta idea, insistiendo en que llevara a Afrosinia con él. Temiendo que algo pudiera sucederle, el zarévich cambió de parecer y huyó a Viena para ponerse bajo la protección del emperador Carlos VI del Sacro Imperio Romano Germánico. El emperador los instaló en el castillo de Ehrenberg, en el Tirol. Al parecer, el emperador afirmó sus sospechas sobre que el zar planeaba eliminar a su hijo en una carta enviada al rey Jorge I de Inglaterra. Sintiéndose insultado, el zar envió a dos espías que descubrieron el paradero del zarévich; el emperador decidió trasladarlos entonces hasta Castel Sant'Elmo, en Nápoles.
Considerando que la ausencia de su heredero era una afrenta ante las otras naciones que no podía tolerar por más tiempo, el zar envió a uno de sus más experimentados colaboradores, el conde Piotr Andréyevich Tólstoi, para traer de vuelta al zarévich. Se iniciaron las negociaciones para la vuelta a casa del heredero al trono ruso; Alejo exigía que fuese perdonado por su marcha y que se le permitiera residir con Afrosinia (ahora visiblemente embarazada) en paz. Los rusos amenazaron con que el zar ordenaría el secuestro de Afrosinia si permanecían en Nápoles, lo cual no era cierto, de manera que el zarévich aceptó regresar a casa. Cinco días después de su marcha, los suecos llegaron ofreciendo refugio y un ejército si se ponía bajo su protección, pero el zarévich jamás llegó a escuchar dicha oferta.

### El regreso

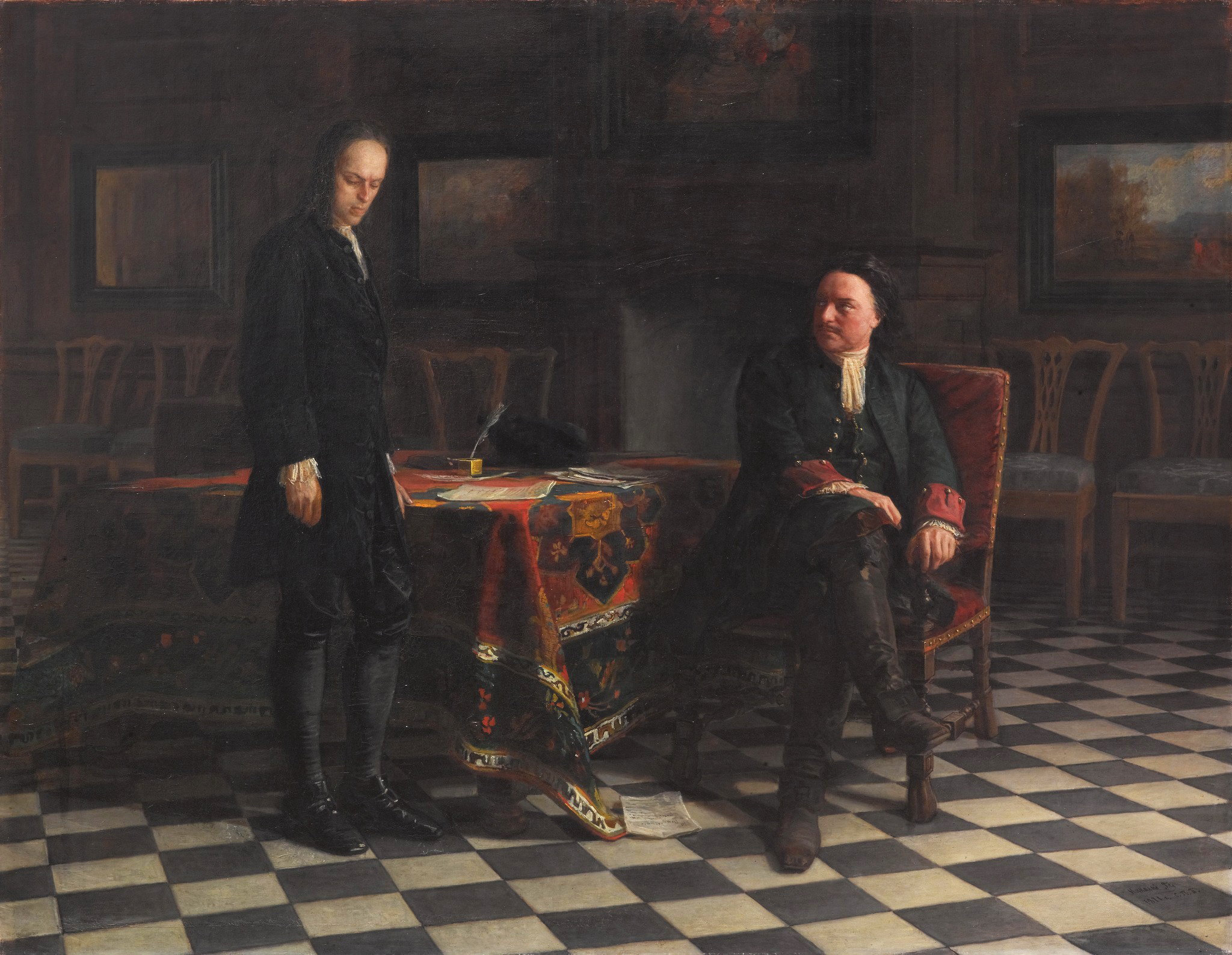
Pedro I interroga al zarévich Alexis (obra de Nikolái Gue, 1871)

Tras dejar a su amante en Venecia, Alejo llegó a San Petersburgo. La intención de Pedro era instruir un tribunal especial para investigar a fondo los motivos que llevaron a la fuga de su hijo. El 18 de febrero, al zarévich se le extrae una confesión en la que delata a quienes le ayudaron a escapar, y así, sólo tras ese episodio, se le permite renunciar públicamente a sus derechos sucesorios a favor de su hijo. 
Comienza entonces todo un proceso para delatar y acabar con todos los colaboradores y amigos cercanos del ex-zarévich. La madre de Alejo, Eudoxia, fue sacada de su monasterio y juzgada por adulterio. Todos los que en algún momento colaboraron o simpatizaron con Alejo fueron empalados, torturados o ejecutados de forma brutal. La propia Afrosinia fue traída a San Petersburgo, siendo obligada a declarar en contra de Alejo, afirmando que este había conspirado contra su padre y que pretendía huir a Roma para ponerse bajo la protección del papa. Todo esto sirvió como un pretexto para acabar con todos los enemigos políticos del zar y, en última instancia, con un heredero que jamás había sido del agrado de Pedro. El caso se complicó aún más para el ex-heredero, pues ahora era visto como un traidor hacia su padre; puesto que este había jurado respetar la voluntad de su hijo de vivir en paz con su amante, el caso fue dejado a un consejo de prelados, ministros, senadores y aristócratas.
Al mediodía del 24 de junio de 1718, los dignatarios temporales (126 elementos que componían la Corte de Justicia Extraordinaria) declararon al zarévich Alejo culpable y lo condenaron a muerte. Antes al condenado se le hizo un examen acucioso a través de tortura para evitar que se fuera a la tumba con algún secreto. El 19 de junio, Alejo fue azotado 25 veces con el knut, y el 24 del mismo mes se le infligieron otros 50 azotes. El día 26, el antiguo heredero al trono ruso falleció en la Fortaleza de San Pedro y San Pablo en San Petersburgo, dos días después de ser condenado como conspirador contra el reino de su padre, por alianza con el pueblo llano y con el emperador del Sacro Imperio.
Tras la muerte del zar Pedro, le sucedió en el trono el hijo del desdichado Alejo, Pedro Alekséyevich, quien tampoco reinaría mucho tiempo, finalizando así la línea masculina de la dinastía Románov. Respecto a su hijo con su amante Afrosinia nunca más se supo, pues ella dio a luz en San Petersburgo bajo la custodia del zar, pero desconociéndose el destino que sufrió su retoño.

## Ascendencia
| Zarevich Alexis Petróvich Románov de Rusia | Padre: Emperador Pedro I Alekséyevich de Rusia | Abuelo paterno: Zar Alejo I Mijáilovich de Rusia     | Bisabuelo paterno: Zar Miguel I Fiódorovich de Rusia     |
| Zarevich Alexis Petróvich Románov de Rusia | Padre: Emperador Pedro I Alekséyevich de Rusia | Abuelo paterno: Zar Alejo I Mijáilovich de Rusia     | Bisabuela paterna: Zarina Eudoxia Lukyanovna Streshniova |
| Zarevich Alexis Petróvich Románov de Rusia | Padre: Emperador Pedro I Alekséyevich de Rusia | Abuela paterna: Zarina Natalia Kirílovna Narýshkina  | Bisabuelo paterno: Boyardo Kiril Poluektovich Narýshkin  |
| Zarevich Alexis Petróvich Románov de Rusia | Padre: Emperador Pedro I Alekséyevich de Rusia | Abuela paterna: Zarina Natalia Kirílovna Narýshkina  | Bisabuela paterna: Boyarda Anna Leontyevna Leontyeva     |
| Zarevich Alexis Petróvich Románov de Rusia | Madre: Zarina Eudoxia Fedorovna Lopujiná       | Abuelo materno: Boyardo Fiódor Abrámovich Lopujín    | Bisabuelo materno: Duque Abraham Nikitich Lopukhin       |
| Zarevich Alexis Petróvich Románov de Rusia | Madre: Zarina Eudoxia Fedorovna Lopujiná       | Abuelo materno: Boyardo Fiódor Abrámovich Lopujín    | Bisabuela materna:                                       |
| Zarevich Alexis Petróvich Románov de Rusia | Madre: Zarina Eudoxia Fedorovna Lopujiná       | Abuela materna: Boyarda Ustinya Bogdanovna Rtischeva | Bisabuelo materno: Boyardo Bogdan Rtischev               |
| Zarevich Alexis Petróvich Románov de Rusia | Madre: Zarina Eudoxia Fedorovna Lopujiná       | Abuela materna: Boyarda Ustinya Bogdanovna Rtischeva | Bisabuela materna:                                       |